# Marie-Jeanne Roland de la Platière
La viscontessa Marie-Jeanne Roland de la Platière, nata Manon Philipon, chiamata spesso Madame Roland o Manon Roland (Parigi, 17 marzo 1754 – Parigi, 8 novembre 1793), fu moglie e consigliera di Jean Marie Roland, visconte de la Platière (1734-1793), Ministro dell'interno di Luigi XVI.
Animatrice culturale dei salotti girondini (era nota come "La Musa dei Girondini"), dopo la caduta dei girondini, venne arrestata e condannata a morte: condotta alla ghigliottina, passando dinanzi alla statua della Libertà, avrebbe pronunciato la celebre frase:
Il marito, che era riuscito a sfuggire alla ghigliottina, si suicidò pochi giorni dopo la morte della moglie.

## Biografia[1]

### Adolescenza

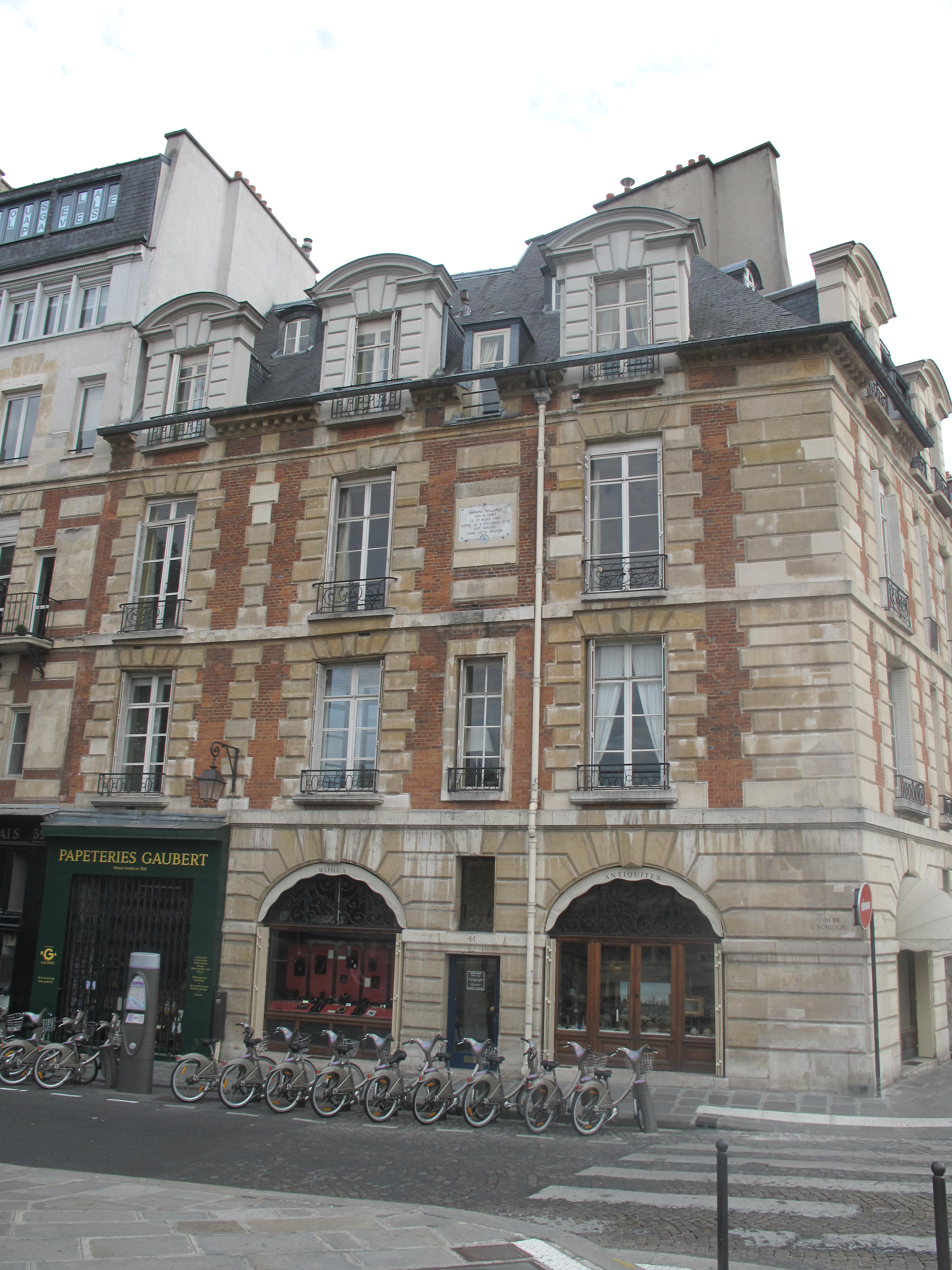
La casa al quai de l'Horloge, 41 Parigi 1er arr.

Marie-Jeanne Roland nasce in una famiglia appartenente a quella piccola borghesia parigina che svolgerà un ruolo importante negli avvenimenti della Rivoluzione francese e che la videro come un'importante protagonista nella fase moderata.
Suo padre, Pierre Gatien Phlipon (o Philippon) (1724-1787), era un artigiano che svolgeva il mestiere di incisore al servizio del conte d'Artois. Sua madre mise al mondo sette figli, che morirono in tenera età: l'unica sopravvissuta fu Marie-Jeanne, nata il 17 marzo 1754 in rue de la Lanterne a Parigi. Messa a balia nei primi due anni della sua vita, tornerà nella casa dei genitori, che si erano trasferiti nel Quai de l'Horloge, vicino al Pont Neuf, dove trascorse la sua adolescenza turbata dalle molestie sessuali da parte di un operaio del padre.
Manon mostra grande attitudine per gli studi e a otto anni si appassiona alla lettura delle Vite di Plutarco, che rimarrà uno dei suoi autori preferiti, alla base dei suoi ideali filosofici e politici, basati sulla convinzione che lo Stato esista per il benessere dei suoi cittadini, non per il beneficio di un monarca, e che ogni cittadino condivide la responsabilità nella conduzione della nazione.
In età più matura, legge, rimanendone profondamente influenzata, Bossuet e, soprattutto, Montesquieu, Voltaire e Rousseau. La sua formazione religiosa cattolica è stata ispirata dalle opere dal vescovo Jean-Baptiste Massillon (1663-1742) famoso predicatore.
In occasione della sua Prima Comunione, entra in una crisi mistica e progetta di darsi alla vita conventuale, entrando nell'ordine delle monache di Notre-Dame il 7 maggio 1765. Qui conosce le sorelle Cannet di Amiens, che la introducono nei salotti letterari della contessa De La Motte e di Madeleine de Puisieux.
Nel 1772, Marie-Jeanne viene colpita dal vaiolo. Nel settembre del 1774, ormai abbandonata l'idea di farsi monaca, trascorre qualche giorno a Versailles nell'appartamento di una cameriera della Delfina, dove matura il suo risentimento nei confronti dell'Ancien Régime, che disprezza i borghesi: «Un Re benevolo mi sembra quasi adorabile, ma se prima di venire al mondo mi avessero dato la scelta del governo, avrei scelto, per carattere, una repubblica»

### Il matrimonio

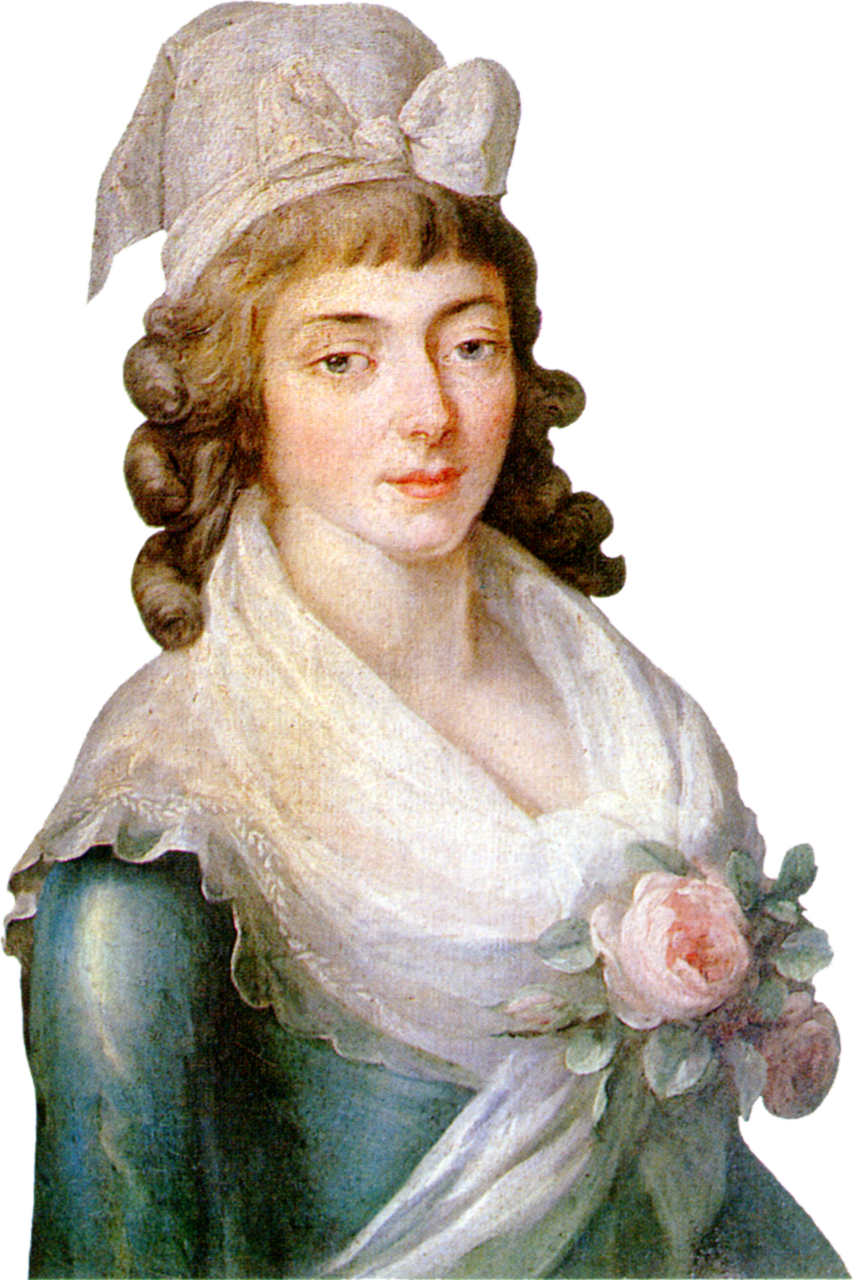
Madame Roland

Nel 1775, muore Mme Phlipon. Marie-Jeanne soffre molto della perdita della madre, trovando consolazione al suo dolore nella lettura della Nouvelle Héloïse di Rousseau, che da quel momento diventa il suo autore preferito.
Ormai diciottenne, Marie-Jeanne, che aveva detto di «volersi cercare un marito filosofo», lo troverà nel visconte Jean-Marie Roland de la Platière (1734-1793) ispettore delle manifatture della Piccardia. Nel 1768, Roland aveva compiuto lunghi viaggi all'estero e nel 1776 aveva visitato l'Italia per descrivere luoghi sino ad allora poco noti, senza riferirsi alle notizie fornite dai notabili e governanti locali, ma intervistando la popolazione del luogo.  Di ritorno in Francia, l'11 gennaio del 1776, ormai quarantaduenne, conosce Marie-Jeanne, che aveva compiuto 22 anni. I due si frequentano sino al 1779, senza che Roland si decida al matrimonio, tanto che Marie-Jeanne scioglie il fidanzamento e si ritira nel convento della Congregation. Qui avverrà un incontro decisivo con Roland che sposerà la giovane nel febbraio del 1780.
Dopo un soggiorno a Parigi, dove Roland lavora ad una riforma del regolamento commerciale, la coppia si trasferisce ad Amiens, dove nel 1781 nasce la figlia Marie-Thérèse-Eudora. Roland viene incaricato dall'editore Panckoucke di redigere per l'Encyclopédie Méthodique  un Dictionnaire des Manufactures, Arts et Métiers a cui lavorerà con l'aiuto della moglie.

### La rivoluzionaria
Allo scoppio della Rivoluzione, nel 1789, Mme Roland e suo marito appoggiano con passione la lotta del Terzo Stato. Nel febbraio 1791 Roland, nominato deputato straordinario, e sua moglie soggiornano a Parigi dove partecipano attivamente al dibattito politico. Il salotto di Mme Roland diventa il luogo d'incontro dei deputati e giornalisti di estrema sinistra come Brissot, Pétion, François Buzot e Robespierre. Dopo la fuga del re a Varennes, Mme Roland si batte affinché Luigi XVI sia sottoposto a processo «la più grande, la più giusta delle misure».
Mentre Roland viene travolto dagli avvenimenti rivoluzionari - nominato ministro dell'interno sarà poi costretto a dimettersi - al punto di progettare un suo ritiro dalla scena politica, la moglie si appassiona sempre di più agli ideali rivoluzionari, anche se deplora i massacri di settembre: «Se sapeste i spaventosi dettagli delle spedizioni! Le donne brutalmente violentate prima di essere sbranate delle tigri, le budella tagliate, portate a guisa di nastri, le carni umane mangiate sanguinanti!...Voi conoscete il mio entusiasmo per la Rivoluzione, ebbene, me ne vergogno! È offuscata da scellerati, è diventata insopportabile.»

### Il processo e la condanna

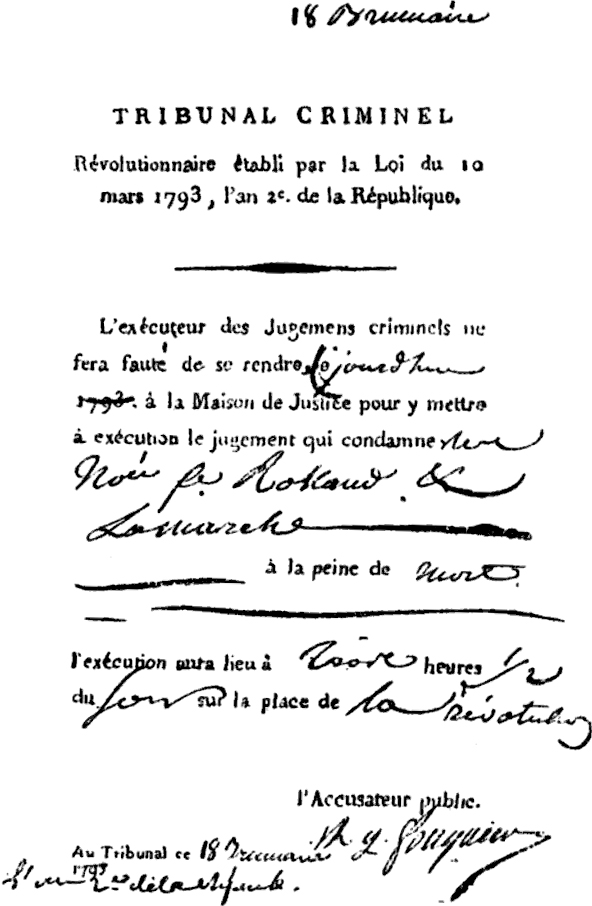
L'ordine di esecuzione di Mme Roland

Dopo la presa del potere dei sanculotti, con l'instaurazione della Comune insurrezionale a Parigi nell'agosto del 1792 e l'esecuzione del re nel 1793, Roland si dimette dalla Convenzione e si ritira. Marie-Jeanne, che nel frattempo ha confessato al marito la sua relazione con Buzot, viene arrestata il 31 maggio dal Comitato di Salute Pubblica e incarcerata alla prigione dell'Abbaye, da dove invia lettere a deputati e giornalisti, denunciando l'ingiustizia subita e chiedendo di essere processata pubblicamente.
Riceve in prigione la visita di una sua vecchia amica, Henriette Cannet, che vorrebbe farla evadere scambiandosi i vestiti. Madame Roland rifiuta e prega l'amica di distogliere Buzot e Roland da ogni tentativo di farla evadere. Il 3 ottobre, la Convenzione proclama fuori legge tutti i girondini e Mme Roland, presentendo la sua condanna, cerca di attuare uno sciopero della fame fino alla morte; poi cambia idea, progettando di avvelenarsi clamorosamente durante un'udienza del processo ai girondini ma non riesce a procurarsi il veleno.
Il 31 ottobre, quando ormai i Girondini sono stati ghigliottinati,  Mme Roland  «accusata di cospirazione contro l'unità e l'indivisibilità della Repubblica e di aver cercato di fomentare la guerra civile» viene trasferita al carcere della Conciergerie.
Viene processata il 1 e il 2 novembre. La sentenza della condanna a morte dell'8 novembre venne eseguita nel pomeriggio dello stesso giorno.
Così viene descritta da un testimone il momento della esecuzione:
Roland, che si era nascosto a Rouen, alla notizia della morte della moglie, si uccide e dopo qualche tempo, nel 1794, anche Buzot per sfuggire all'arresto si suiciderà.
La piccola Eudora, divenuta orfana della madre Marie-Jeanne, viene raccolta da Jacques Antoine Creuzé-Latouche, deputato alla Convenzione che aveva votato contro la morte del re. Alla morte di questi, nel 1800, Eudora viene allevata dal famoso mineralogista e botanico Louis-Augustin Bosc d'Antic, grande ammiratore di Mme Roland, che si innamorerà della sua protetta e che sposerà invece un altro seguace di sua madre, Pierre Léon Champagneux.
Madame Roland venne sepolta in una fossa comune del Cimitero della Madeleine.

## Opere
- Lettres de Madame Roland  dal 1780 al 1793 pubblicate da Claude Perroud, Imprimerie nationale, 1900-1902.
- Lettres de Madame Roland  dal 1767 al 1780 pubblicate da Claude Perroud, Imprimerie nationale, 1913-1915.
- Lettres de Roland à Bosc  pubblicate da Claude Perroud, Paris, Noël Charavay, s.d.
- Dix-huit Lettres de Madame Roland pubblicate da Claude Perroud, Paris, Noël Charavay.
- Nouvelles lettres de Madame Roland pubblicate da Claude Perroud, Paris, Noël Charavay.
- Mémoires de Madame Roland, Paris, Mercure de France, 1986, riedizione: 2004.